# Pietro Gravina
Pietro Gravina (Montevago, 16 de dezembro de 1749 - Palermo, 6 de dezembro de 1830) foi um cardeal e arcebispo católico italiano.

## Biografia

### Os primeiros anos
Pietro Gravina em Montevago em 16 de dezembro de 1749 de uma família de ascendência espanhola, um dos principais expoentes do patriciado de Palermo. Filho de Giovanni Gravina Moncada, duque de San Michele, III duque de Montevago e Grandee de Espanha, e Eleonora Napoli di Montapertura, dos príncipes de Resuttana Monteleone. Batizado em 26 de dezembro de 1749. Seu irmão Federico Carlo, grande almirante, comandou a frota espanhola na batalha de Trafalgar em 1805 onde foi gravemente ferido, enquanto seu irmão Gabriele era bispo de Catânia e depois capelão-mor do Reino dos Dois Sicílias.
Educado no Seminário Theatine em Palermo, ele então mudou-se para o Clementine College em Roma, onde se formou em filosofia em 1769 com uma tese intitulada "Praepositiones philosophicae". Ele também se formou utroque iure na Universidade La Sapienza de Roma e depois ingressou na Pontifícia Academia dos Nobres Eclesiásticos, onde estudou diplomacia; completou sua formação jurídica trabalhando por três anos com o advogado Antonio Maria Gasparri. Ele recebeu ordens menores em Palermo em 7 de setembro de 1778.
Tendo se tornado Referendário do Tribunal da Assinatura Apostólica em 5 de abril de 1781, tornou-se protonotário apostólico não participante. Governador de Città di Castello a partir de 9 de julho de 1783, tornou-se governador de Fano a partir de 25 de fevereiro de 1785 e de Jesi a partir de 30 de maio de 1789. Tornou-se governador de Spoleto em 13 de agosto de 1790.
Foi ordenado sacerdote em 7 de abril de 1792 e foi então governador de Ancona de 25 de janeiro de 1793 a 7 de março de 1794, com a nomeação nesse mesmo ano de protonotário apostólico honorário.

### A eleição como arcebispo
Eleito arcebispo titular de Nicéia em 12 de setembro de 1794, foi consagrado em 14 de setembro seguinte na igreja de Sant'Andrea di Monte Cavallo, em Roma, pelo cardeal Francesco Saverio de Zelada, secretário de Estado, coadjuvado por Nicola Buschi, arcebispo titular de Éfeso, e por Michele Di Pietro, bispo titular de Isauriopolis. Nomeado núncio apostólico na Suíça a partir de 16 de setembro de 1794, permaneceu no cargo até 1800, embora já tivesse deixado Lucerna em 1798 devido ao avanço das tropas francesas do Diretório. Em 1799 refugiou-se em Constança e depois nos territórios dos Habsburgos com o núncio Annibale Sermattei della Genga (futuro Papa Leão XII), até chegar a Munique.
Chamado de volta a Roma após a primeira restauração do governo papal, foi nomeado consultor da Sagrada Consulta de Indulgências em 1802. Núncio apostólico na Espanha desde 1º de março de 1803, permaneceu neste cargo até sua promoção ao cardinalato. Em 1812-1813 esteve em conflito com a Junta de Cádis e com o Cardeal Luis María de Borbón y Vallábriga, arcebispo de Toledo e primaz de Espanha, pela defesa dos privilégios dos eclesiásticos e pela supressão do tribunal da inquisição, motivos que lhe custaram o exílio em Portugal em julho de 1813; regressou a Madrid em julho de 1814, após a restauração do rei Fernando VII. Saiu definitivamente da capital espanhola em 5 de julho de 1817.

### o cardinalato
O Papa Pio VII o elevou ao posto de cardeal no consistório de 8 de março de 1816 e em 15 de novembro de 1817 recebeu o chapéu de cardeal e o título de San Lorenzo in Panisperna. Em 10 de julho de 1816 foi nomeado arcebispo de Palermo pelo rei Fernando I das Duas Sicílias e foi proclamado pelo papa em 23 de setembro do mesmo ano. Ele entrou em seu quartel-general na primavera de 1818. Após a revolução siciliana de 1820, ele exerceu as funções de tenente-general do reino de 24 de março a 10 de julho de 1821.
Participou do conclave de 1823 que elegeu Leão XII (de quem mais tarde foi nomeado mordomo-mor honorário) e do conclave de 1829 que elegeu Pio VIII.
Para a cidade de Montevago, feudo da família, mandou construir a colegiada, dentro da matriz ampliada pelo arquiteto Emmanuele Palazzotto entre 1822 e 1829, também por sua conta. Ambos foram destruídos no terremoto de Belice em 1968. Palazzotto confiou ao mesmo arquiteto a reforma neomedieval das torres sineiras do palácio do arcebispo de Palermo em 1826.
Morreu em 6 de dezembro de 1830, aos 81 anos. Seu corpo foi exposto na catedral metropolitana de Palermo, dentro de um catafalco desenhado por Palazzotto, e foi enterrado na mesma igreja com um monumento funerário ainda do mesmo arquiteto. 

## Link externo
- Pietro Gravina
- catholic-hierarchy.org